# Faïna Ranevskaïa
Faïna Gueorguievna Ranevskaïa (en russe : Фаина Георгиевна Раневская), née le 27 août 1896 et décédée le 19 juillet 1984, est une actrice soviétique. Elle est reconnue comme l'une des actrices les plus populaires d'Union soviétique, à la fois actrice tragique et comique.
Elle a notamment joué dans des pièces d'Anton Tchekhov, Alexandre Ostrovski, Maxime Gorki, Ivan Krylov, Dostoïevski, Tolstoï. Ses représentations ne sont plus accessibles, seules subsistent ses trois dernières représentations qui ont été filmées.
Sa carrière cinématographique est prolifique et la popularise dans son pays. Elle reçoit notamment le Prix d'État de l'URSS.

## Biographie

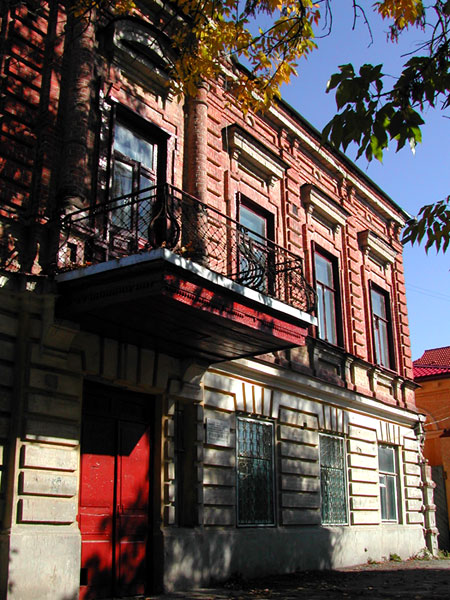
Maison natale de Faïna Ranevskaïa à Taganrog.

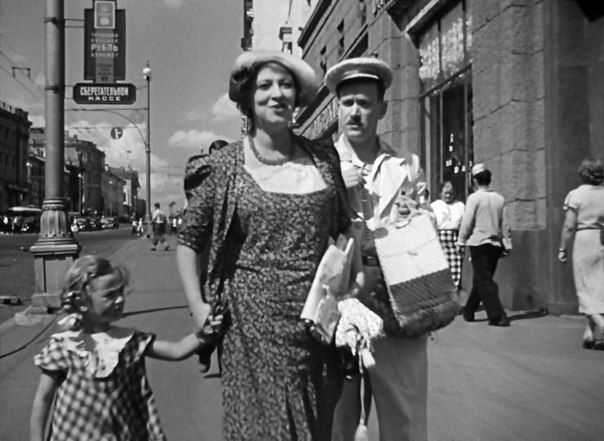
Ranevskaïa dans le film Podkidysh, 1939.

Faïna Ranevskaïa est née sous le nom de Feldmann (Фельдман), fille d'une riche famille juive dans la ville de Taganrog. Son père, Hirsch Haïmovitch Feldmann, possédait une usine, plusieurs immeubles, dont un magasin, et le bateau à vapeur Saint Nicolas. Il était aussi chef de la synagogue de Taganrog, et l'un des fondateurs d'un asile juif pour personnes âgées. La mère de Faïna, Milka Rafaïlovna (née Zagovaïlova), était une grande admiratrice de la littérature et de l'art. Sa passion pour Tchekhov influença Faïna dans son amour de l'art, de la poésie, de la musique et du théâtre. La famille se composait aussi de quatre autres enfants, trois frères - Jacob, Rudolph et Lazare, et une sœur nommée Bella.
Faïna Feldman passe sa scolarité au lycée pour filles Mariinskaïa et reçoit ensuite un enseignement régulier à domicile. C'est là qu'elle apprend la musique, le chant, les langues étrangères, et qu'elle se passionne pour la lecture.
Sa passion pour le théâtre commence quand elle a 14 ans. Elle fréquente le Théâtre d'art de Moscou où elle observe avec fascination les pièces de Tchekhov, notamment La Cerisaie. Ses visites changent sa vie, son pseudonyme Ranevskaïa, qui deviendra ensuite son nom officiel, lui vient de là.
En 1915, elle quitte Taganrog pour Moscou afin de poursuivre une carrière théâtrale. Sa famille ne comprend pas son choix et la rejette. Elle débute alors comme actrice de figuration, dans la foule ou les arrière-plans des scènes, au Théâtre d'été de Malakhov, près de Moscou, en 1915.
Sa famille émigre en Roumanie en 1917, mais Faïna ne la suit pas et reste en Russie pour continuer sa carrière d'actrice. Elle joue alors dans les théâtres de Kertch, de Rostov-sur-le-Don et pour le théâtre itinérant appelé "Le Premier théâtre soviet" en Crimée, mais aussi dans des villes comme Bakou, Arkhangelsk et Smolensk.
Enfin en 1931, Faïna (désormais Faïna Ranevskaïa), débute au cinéma, d'abord par le biais du théâtre filmé. Le film Boule de Suif (Pyshka), réalisé par Mikhaïl Romm marque ses débuts comme actrice en 1934. C'est un film muet et en noir et blanc qui est une adaptation de la nouvelle Boule de Suif de Guy de Maupassant, dans lequel elle interprète Mme Loiseau. L'écrivain français Romain Rolland, en visite en Russie, la remarque et la trouve parfaite dans le film, et en fait même la meilleure actrice du film. À sa demande, le film est montré dans les cinémas français, emportant ainsi le succès de l'actrice au-delà des frontières de l'Union soviétique. Toutefois, lorsque Sergueï Eisenstein propose sa candidature pour le rôle de princesse Starintskaïa, dans Ivan le Terrible, elle sera refusée par le chef du Comité du cinéma Ivan Bolchakov, à cause de son apparence sémite,.
Forte de sa reconnaissance, actrice joue désormais au Théâtre académique central de l'Armée rouge (1935-1939), puis au Théâtre dramatique. Elle accumule alors les théâtres de renommée. Au Théâtre Mossoviet, elle travaille avec Iouri Zavadski. Elle reçoit le prix Staline pour ses réalisations créatives remarquables sur scène en 1949, et en 1951 pour son travail dans Ils ont leur patrie (Ou nikh yest rodina), réalisé par Vladimir Legochine et Alexandre Feinzimmer. En 1961, Faïna Raveskaïa se voit décerner le titre d'Artiste du peuple de l'URSS.
L'actrice meurt en 1984 à Moscou et est enterrée au cimetière Donskoïe. Une plaque commémorative, apposée le 29 août 1986, lui est dédiée sur sa maison natale dans la ville de Taganrog.
Le 16 mai 2008, le monument à Ranevskaïa est inauguré face à sa maison natale, au 10, rue (oulitsa) Frounzé, dans le cadre du Festival international de théâtre Ranevskaïa « La Belle Province ».

## Filmographie
- 1934 : Boule de Suif (Пышка, Pychka) de Mikhaïl Romm : Mme Loiseau
- 1938 : Le Cosaque Golota (Дума про Козака Голоту, Douma pro Kozaka Golotou) d'Igor Savtchenko : femme du pope
- 1939 : L'Homme à l'étui (Человек в футляре, Tchelovek v Foutliare) d'Isidore Annenski : femme de l'inspecteur
- 1939 : L'Erreur de l'ingénieur Kochine (Ошибка инженера Кочина, Ochibka Injeniera Kotchina) d'Aleksandr Matcheret : Ida Gourevitch
- 1939 : L'Enfant trouvé (Подкидыш, Podkidych) de Tatiana Loukachevitch (ru) : Lialia
- 1942 : Alexandre Parkhomenko (Александр Пархоменко) de Leonid Loukov : pianiste
- 1941 : Le Rêve (Мечта) de Mikhaïl Romm : Rose Skorokhod, propriétaire d'hôtel de rapport
- 1943 : Les Nouvelles Aventures de Schweik (Новые похождения Швейка, Novye Pokhojdeniya Chveïka) de Sergueï Ioutkevitch : tante Adèle
- 1944 : La Noce (Свадьба, Svadba) d'Isidore Annenski : Nastasia Timofeevna
- 1947 : Le Printemps (Весна, Vesna) de Grigori Aleksandrov : Margarita Lvovna
- 1947 : Cendrillon (Золушка, Zolushka) de Nadejda Kocheverova : marâtre
- 1947 : Soldat Alexandre Matrosov (Рядовой Александр Матросов) de Leonid Loukov : médecin militaire

## Théâtre
- Théâtre Maïakovski (1943-1949)
- Théâtre Pouchkine (1955-1963)
- Théâtre Mossovet (1949-1955, 1963-1983)